# 中國國民黨中央委員會組織發展委員會組織部
中國國民黨中央委員會組織發展委員會組織部，簡稱國民黨組織部，為中國國民黨中央委員會組織發展委員會轄下部門之一，負責黨內組織經營及選舉動員業務。現任主任為徐孟正。

## 沿革
原為中國國民黨中央執行委員會組織部。1950年中國國民黨遷臺後進行改造，中央第一組負責自由地區之組織工作。1972年改組為中央組織工作會，職司指導、主辦、襄助自由地區各種各級黨部之組織、訓練、幹部之管理訓練，及地方黨政關係工作，指導其活動，並協助處理中央黨政關係事宜。2000年總統大選失利後中央委員會增設組織發展委員會，接掌組工會部分職能，同時組工會改造縮編為組織發展委員會組織經營部及選舉動員部。2024年大選失利後合併為組發會組織部。